# 龙桥土家族乡
龙桥土家族乡是中华人民共和国重庆市奉节县下辖的一个民族乡。

## 行政区划
龙桥土家族乡下辖以下村级行政区划单位：
蜀鄂村、龙桥村、瑞丰村、阳坝村、九通村和金龙村。